# Prosthechea livida
Prosthechea livida es una orquídea epífita originaria de América.

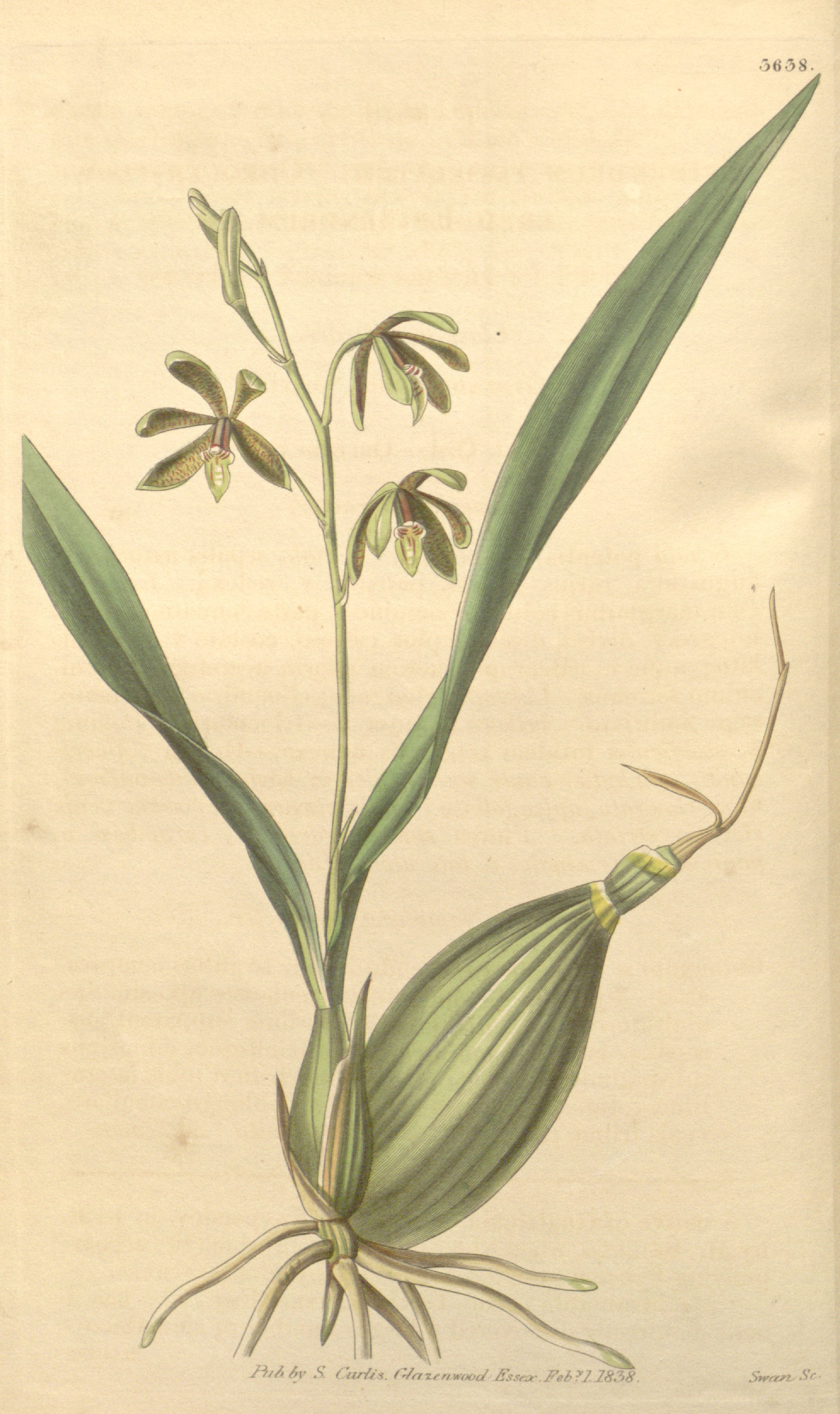
Ilustración

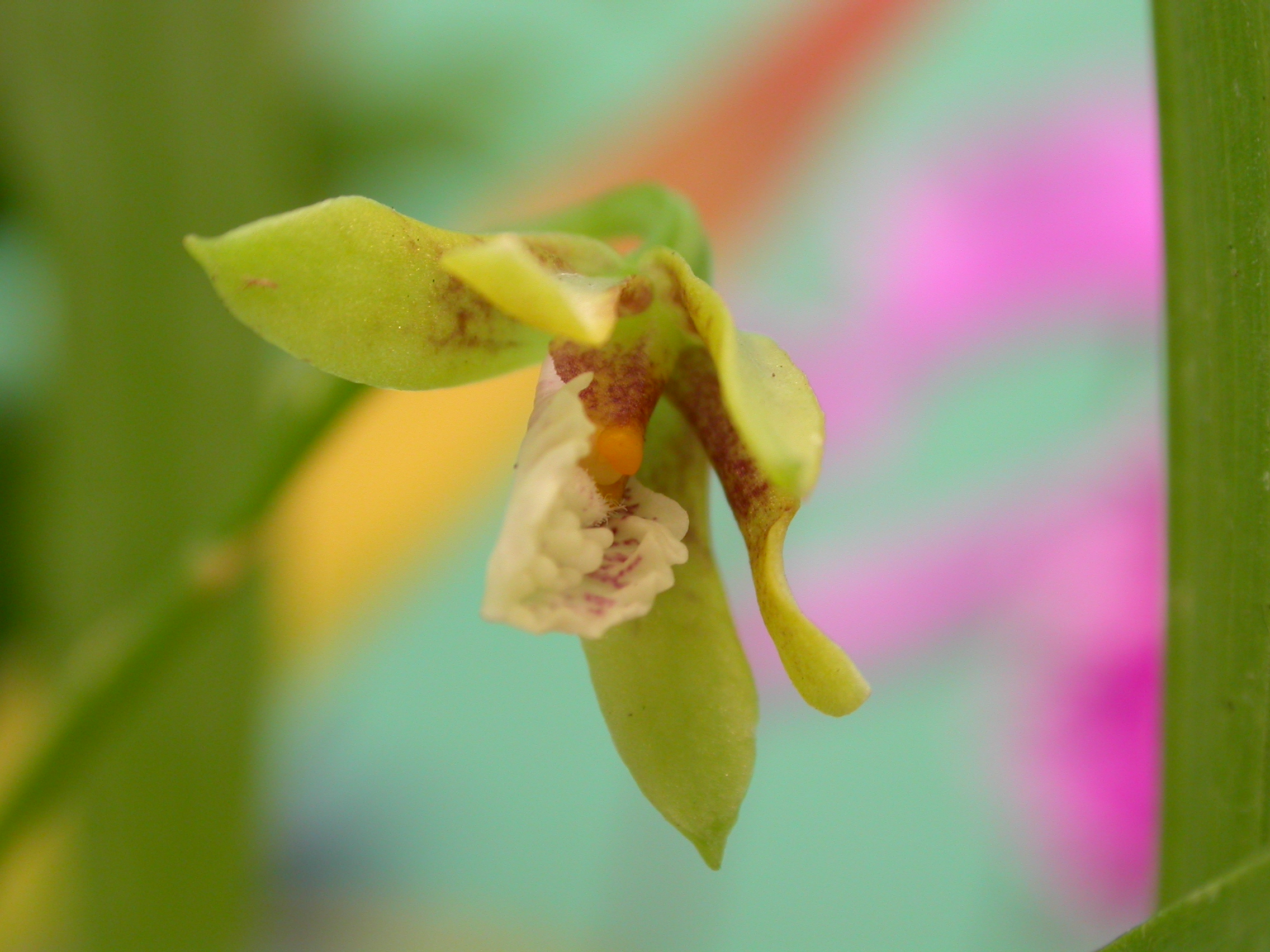
Vista de la planta

## Descripción
Es una orquídea de tamaño medio, con hábitos de epifita y con un pseudobulbo   elipsoide,  bifoliado  parcialmente envuelto basalmente en la juventud por vainas escariosas y que llevar 1 o 2 hojas apicales, oblongo-elípticas, atenuadas a conduplicadas en la base peciolada, aguda a bilobulada minuciosamente en el ápice. Florece durante todo el año, pero sobre todo a finales del otoño y el invierno, en una inflorescencia apical, de 4 a 11 cm  de largo, con 3-7 flores que surge en un pseudobulbo maduro de un nuevo crecimiento, y que es más corto que las hojas y tiene flores que no se abren muy bien.

## Distribución y hábitat
Se encuentra formando esteras  en cactus, árboles y rocas en lugares soleados en los bosques húmedos, estacionalmente secos de México, Belice, Guatemala, El Salvador, Honduras, Nicaragua, Costa Rica, Panamá, Colombia, Venezuela y Ecuador en elevaciones desde el nivel del mar a 1600 metros. 

## Taxonomía
Prosthechea livida fue descrito por (Lindl.) W.E.Higgins y publicado en Phytologia 82(5): 379. 1997[1998].
Etimología
Prosthechea: nombre genérico que deriva de las palabras griegas: prostheke (apéndice), en referencia al apéndice en la parte posterior de la columna.
livida: epíteto latíno que significa "lívida, de color plomizo".
Sinonimia
- Anacheilium lividum (Lindl.) Pabst, Moutinho & A.V.Pinto
- Encyclia deamii (Schltr.) Hoehne
- Encyclia deamii Schltdl.
- Encyclia livida (Lindl.) Dressler
- Encyclia tessalata Schltr.
- Encyclia tessellata Schltr.
- Epidendrum articulatum Klotzsch
- Epidendrum chondrochilum F.Lehm. & Kraenzl.
- Epidendrum condylochilum F.Lehm. & Kraenzl.
- Epidendrum dasytainia Schltr.
- Epidendrum deamii Schltr.
- Epidendrum henrici Schltr.
- Epidendrum lividum Lindl.
- Epidendrum tessellatum Bateman ex Lindl.
- Pollardia livida (Lindl.) Withner & P.A.Harding
- Pseudencyclia livida (Lindl.) V.P.Castro & Chiron[3][4]